# Brothers of Metal
Brothers of Metal est un groupe de power metal originaire de Falun, formé en 2012. Le style visuel du groupe ainsi que les paroles de leurs chansons s'inspirent du monde des Vikings et de la mythologie nordique. L'extravagance de ces derniers leur a souvent valu d'être tant critiqués que salués.